# Awantura o Basię (film 1959)
Awantura o Basię – polski film z 1959 roku, zrealizowany na podstawie powieści Kornela Makuszyńskiego pod tym samym tytułem.

## Treść
Po tragicznej śmierci matki, kilkuletnią Basią zajęli się doktorstwo, lecz musieli dziewczynkę odesłać pod adres w Krakowie, który wyszeptała tuż przed śmiercią matka. W czasie podróży Basia poznaje aktora Walickiego, a następnie, na skutek mylnego odczytania adresu, trafia do literata Stanisława Olszowskiego.

## Obsada
- Małgorzata Piekarska – Basia Bzowska
- Janina Macherska – pani Tańska
- Ewa Krasnodębska – Stanisława Olszańska
- Jerzy Duszyński – Stanisław Olszowski
- Jan Ciecierski – doktor
- Zofia Sykulska-Szancerowa – doktorowa Leontyna
- Roman Niewiarowicz – aktor Antoni Walicki
- Mieczysław Gajda – aktor Feliks Szot
- Jadwiga Chojnacka – Walentowa
- Leonard Pietraszak – Młody kolejarz/książę ze snu/wujek Sowa
- Barbara Rachwalska – Magdzia
- Bohdana Majda – Marcysia
- Zofia Wilczyńska – Czerwony kapelusz
- Ewa Zdzieszyńska – Zielony kapelusz
- Bogdan Baer – Michałek
- Mariusz Gorczyński – Sokołowski
- Jerzy Kamas – Strażak
- Wiesława Kwaśniewska – Marysia
- Bogumił Kobiela – siostrzeniec prezesowej
- Wiesława Mazurkiewicz – mecenasowa Kaniewska
- Andrzej Herder – chłopak sprzedający mleko
- Krystyna Feldman – dewotka
- Małgorzata Potocka – dziewczynka z wózkiem dla lalek w parku
- Jerzy Januszewicz – woźnica
- Jan Kaczara – dorożkarz
- Natalia Szymańska – Antosiowa[1]